# Ashkun
L'ashkun est une langue indo-iranienne du groupe des langues nouristanies, parlée en Afghanistan, dans le Nouristan, dans les provinces de Kounar et de Lagman.

## Sources
- (ru) A.Л. Грюнберг, Aшкун язык dans Языки мира, Дардские и нуристанские языки, Moscou, Indrik, 1999, p.126-131  (ISBN 5-85759-085-X)